# Cissus faucicola
Cissus faucicola är en vinväxtart som beskrevs av Wild & R. B. Drumm.. Cissus faucicola ingår i släktet Cissus och familjen vinväxter. Inga underarter finns listade i Catalogue of Life.